# Tilapia buttikoferi
Tilapia buttikoferi är en fiskart som först beskrevs av Hubrecht, 1881.  Tilapia buttikoferi ingår i släktet Tilapia och familjen Cichlidae. IUCN kategoriserar arten globalt som livskraftig. Inga underarter finns listade i Catalogue of Life.